# トゥ・ザ・ボーン
『トゥ・ザ・ボーン』（To The Bone）は、キンクスのライブ・アルバム。
イギリスでは1枚のCDで1994年にリリースされたが、その後、1996年に内容を拡大して2枚組CDでリリースされた。

## 収録曲
特筆無い限りレイ・デイヴィス作詞作曲。

### 1CD ヴァージョン
1. オール・オブ・ザ・ナイト - "All Day and All of the Night" 4:26
2. エイプマン - "Apeman" 4:06
3. ウェイティング・フォー・ユー - "Tired of Waiting for You" 1:49
4. シー・マイ・フレンド - "See My Friends" 3:24
5. 道化師の死 - "Death of a Clown" (R. Davies, D. Davies)  2:35
6. ウォータールー・サンセット - "Waterloo Sunset" 3:20
7. マスウェル・ヒルビリー - "Muswell Hillbilly" 3:06
8. ベター・シングス - "Better Things" 4:50
9. 思い出のダンス - "Don't Forget to Dance" 2:38
10. オータム・オルマナック - "Autumn Almanac" 1:54
11. サニー・アフタヌーン - "Sunny Afternoon" 1:46
12. キザな奴 - "Dedicated Follower of Fashion" 3:54
13. ユー・リアリー・ガット・ミー - "You Really Got Me" 3:49

### 2CD ヴァージョン
ディスク1
1. オール・オブ・ザ・ナイト - "All Day and All of the Night"
2. エイプマン - "Apeman"
3. ウェイティング・フォー・ユー - "Tired of Waiting for You"
4. シー・マイ・フレンド - "See My Friends"
5. 道化師の死 - "Death of a Clown" (R. Davies, D. Davies)
6. マスウェル・ヒルビリー - "Muswell Hillbilly"
7. ベター・シングス - "Better Things"
8. 思い出のダンス - "Don't Forget to Dance"
9. サニー・アフタヌーン - "Sunny Afternoon"
10. キザな奴 - "Dedicated Follower of Fashion"
11. ドゥ・イット・アゲイン - "Do It Again [Acoustic]"
12. ドゥ・イット・アゲイン - "Do It Again"

ディスク2
1. セルロイドの英雄 - "Celluloid Heroes"
2. ピクチャー・ブック - "Picture Book"
3. ヴィレッジ・グリーン・プリザヴェイション・ソサエティ - "Village Green Preservation Society"
4. ウォルターを覚えているかい - "Do You Remember Walter?"
5. セット・ミー・フリー - "Set Me Free"
6. ローラ - "Lola"
7. カム・ダンシング - "Come Dancing"
8. 僕はウヌボレ屋 - "I'm Not Like Everybody Else"
9. エンド・オブ・ザ・デイ - "Till the End of the Day"
10. ギヴ・ザ・ピープル・ホワット・ゼイ・ウォント - "Give the People What They Want"
11. ステイト・オヴ・コンフュージョン - "State of Confusion"
12. 危険な街角 - "Dead End Street"
13. ア・ガロン・オヴ・ガス - "A Gallon of Gas"
14. デイズ - "Days"
15. ユー・リアリー・ガット・ミー - "You Really Got Me"
16. アニマル - "Animal"
17. トゥ・ザ・ボーン - "To the Bone"